# Как назло Сибирь
«Как назло Сибирь» (нем. Ausgerechnet Sibirien) — комедийный фильм 2012 года производства Германия-Россия режиссёра Ральфа Хюттнера по роману Михаэля Эбмайера «Холодные ключи».

## Сюжет
Маттиас Блойель — обычный среднестатистический немец, логист, представитель сети модной одежды «Фенглер» из Леверкузена. Он переживает непростой период в личной жизни: недавно развелся с женой, недоволен своей работой и в целом мучается от кризиса среднего возраста.
Шеф отправляет его в командировку в маленький филиал фирмы в Кемерово на юге Сибири, по словам его старого школьного друга Хольгера, который хорошо разбирается в России, это место «находится на краю света, там, где весь космический мусор спускается на Землю».
С помощью переводчика Артёма, не знающий языка и не понимающий менталитет местных жителей, Маттиас принимается за работу в филиале. С типично немецкой одержимостью эффективностью пытается наладить рабочий процесс. Педантичный немец, эксперт-логист «по времени и движению», сталкивается с явным непониманием русского персонала, и лишь благодаря Артёму, постоянно разряжающему многие сложные ситуации, переводя их в комичные, столкновение немецкого порядка и русской безалаберности чуть не приводит к краху всего бизнеса.
Матиас уже собирается ехать назад в Германию, но прогуливаясь по городу, случайно слышит горловое пение прекрасной певицы Саяны.
Он очарован Саяной. Узнав, что она уехала на концерт в отдалённый райцентр, Матиас не улетает в Германию, а едет вслед таинственной женщине.
В путешествии по Сибири он переживает ряд приключений и в конце концов встречает Саяну. Она удивлена, но, похоже, тоже рада его видеть, и они вместе едут в деревню её матери, шаманки. Здесь среди шорцев Маттиас узнаёт, что традиционное горловое пение связано со многими мифами и когда-то было уделом шаманов. Говорят, что только избранные духами могут практиковать это искусство. Заинтригованный, немец слушает рассказы о шорской вере, и что именно в этих местах родился советский космонавт Алексей Леонов — первый человек вышедший в открытый космос.
Саяна и Матиас становятся все ближе и ближе и проводят вместе волшебную и романтическую ночь любви. Но, к сожалению, ясно, что эти двое не могут просто так оставаться вместе.
Матиас возвращается в Германию, но ему не удаётся вести свою обычную жизнь. Во сне он видит космонавта Леонова, и понимает, что больше не может и не хочет возвращаться к своей прежней жизни, и должен сделать шаг навстречу своей судьбе, совершить прыжок в новую жизнь… В последнем кадре фильма Блейель прыгает в прорубь озера в Сибири, чтобы искупаться.

## В ролях
- Йоахим Кроль — Маттиас Блойель
- Владимир Бурлаков — Артём Черемыхин, переводчик
- Армин Роде — Холгер
- Юлия Мен — Саяна
- Катя Риман — Иилка, бывшая жена Маттиаса
- Светлана Цвиченко — Наталья
- Анна Лутцева — Светка
- Зоя Буряк — Галина Карпова
- Андрей Шарков — Сергей Карпов
- Нина Семёнова — Людмила
- Шерхан Абилов — банщик
- Дмитрий Поднозов — отец Артёма
- Александр Гаркушенко — Владик, бывший муж Саянны
- Несипкуль Омарбекова — мать Саяны, шаманка
- Михаэль Деген — директор Фенглер

## Критика
Lexikon des internationalen Films указывает, что это схематичная комедия с довольно простыми приколами, использующими неоригинальные культурные стереотипы, а epd Film в рецензии отмечает, что многообещающий фильм неравномерен, и только с в последней трети начинает соответствовать ожиданиям:

многие сцены выглядят так, как будто они мимолетно импровизированы. Им не хватает четкости жестов, лаконичности выражения, драматически продуманной повествовательной линии. Только когда в игру вступает певица Саяна (Юля Мен), повествование приобретает внутреннюю напряженность. В последней трети фильма путешествие Блейеля по Сибири переносится в удивительно странный сказочный пейзаж, и именно там Сибирь, наконец, обретает ту смесь комедийной легкости и сказочного тона, которую раньше тщетно искали.
Оригинальный текст (нем.)viele Szenen sehen so aus, als seien sie flüchtig dahinimprovisiert. Es fehlt ihnen die Destillation der Gesten, die Prägnanz des Ausdrucks, die dramatisch durchkomponierte erzählerische Linie.Erst als Sängerin Sajana (imposant: Yulya Men) ins Spiel kommt, gewinnt die Erzählung innere Spannung. Da führt, im letzten Drittel des Films, Bleuels Sibirienreise in eine wunderlich fremde, märchenhafte Landschaft, und dort findet Ausgerechnet Sibirien endlich zu jener Mischung aus komödiantischer Leichtigkeit und Märchenton, nach der zuvor vergeblich gesucht wurde.

Filmreporter.de характеризует фильма как трогательную, но несколько поверхностную комедию, пытающуюся использовать элементы роуд-муви, однако, это удается лишь частично, при этом положительно отметил работу оператора Штефана Чупека, сумевшего заснять впечатляющие пейзажные кадры:

Помимо содержания, комедия является отличной рекламой Сибири. Зрителю хочется отправиться в путешествие именно сюда.
Оригинальный текст (нем.)Abgesehen vom Inhaltlichen, ist die Komödie hervorragende Werbung für Sibirien. Kameramann Stefan Ciupek fängt die Landschaft in wunderschön leuchtenden sommerlichen Farben ein. Der Zuschauer bekommt Lust auf eine Reise hierher.

## Съёмки
Хотя по сюжету действие происходит в Сибири, в городе Кемерово, но реально съёмки велись в Мурманске и Заполярье.

## Фестивали и призы
Спецприз Третьего Международного фестиваля туристического кино «Свидание с Россией» в номинации «За лучший сценарий осмысления российской действительности».